# Франк, Карл Герман
Карл Ге́рман Франк (нем. Karl Hermann Frank; 24 января 1898, Карлсбад, Богемия, Австро-Венгрия — 22 мая 1946, Прага, Третья Чехословацкая республика) — видный деятель нацистской Судетской партии, один из руководителей оккупационного режима в Богемии и Моравии, обергруппенфюрер СС, генерал войск СС и полиции, военный преступник.

## Биография
Родился 24 января 1898 года в Карлсбаде в семье учителя. Изучал право в Пражском университете, однако в конце Первой мировой войны был рекрутирован в Австро-Венгерскую армию, участвовал в Первой мировой войне.
После войны работает бухгалтером. В то же время принимает активное участие в деятельности пангерманских судетских организаций (например, Kameradschaftsbund). Имея националистические взгляды и являясь решительным сторонником присоединения Судетской области к Германии, в 1919 году присоединяется к Немецкой национал-социалистической рабочей партии (DNSAP) и открывает книжный магазин, просуществовавший вплоть до 1933 года, в котором распространяет пропагандистскую нацистскую литературу. После того, как партия была подавлена Чехословацким правительством, начинает активное сотрудничество с абвером и СД и помогает в организации Германского патриотического фронта в 1933 году, в 1935 году ставшего Судетской нацистской партией (СДП). C 1933 года — глава пропаганды Судетской нацистской партии. C 1935 года — депутат Пражского парламента. 1 октября 1938 года организовал митинг в Остраве, городе, который считался оплотом коммунистов. Митинг закончился стычкой с полицией, во время которой был избит депутат от Судетской немецкой партии, что стало одним из поводов вмешательства Германии в дела Чехословакии.
После присоединения Чехословакии к Германии в октябре 1938 года получает пост заместителя гауляйтера Судетской области. Благодаря своей активной деятельности обращает на себя внимание Генриха Гиммлера, который назначает Франка Бригадефюрером СС в ноябре 1938 года (билет № 310 466). Член НСДАП (билет № 6 600 002).
С 19 марта 1939 года статс-секретарь Имперского Протектората Богемии и Моравии под руководством имперского протектора Константина фон Нейрата. В апреле 1939 года избран депутатом Рейхстага. С 28 апреля 1939 года высший руководитель СС и полиции в Праге. 9 ноября 1939 года стал группенфюрером СС и генерал-лейтенантом полиции.
Несмотря на то, что протектором Богемии и Моравии являлся фон Нейрат, фактическая власть находилась в руках Карла Германа Франка. Он участвовал в разработке и осуществлении плана уничтожения чешских диссидентов и ареста Премьер-министра Богемии и Моравии Алоиса Элиаша. Во многом благодаря деятельности Франка по дискредитации фон Нейрата, в сентябре 1941 году последний был отстранён от должности, а должность заместителя (исполняющего обязанности) протектора Богемии и Моравии занял Рейнхард Гейдрих. Первоначально отношения Франка и Гейдриха были достаточно напряжёнными, но впоследствии они преодолели разногласия ради эффективности совместной деятельности в Протекторате.
После покушения на Гейдриха 27 мая 1942 года, Франк руководит операцией возмездия: под его руководством были уничтожены чешские деревни Лидице и Лежаки, казнено 1357 и арестовано 3188 человек. Место имперского протектора получает Курт Далюге. Франк сосредотачивает в своих руках ещё больше власти и к моменту назначения Вильгельма Фрика Протектором Богемии и Моравии становится самым влиятельным политиком на территории Протектората. В июне 1943 года получает звание обергруппенфюрера СС, а в августе 1943 года становится государственным министром по делам имперского Протектората Богемии и Моравии. Власть в Протекторате фактически принадлежала Франку.
В марте 1945 года власть Франка постепенно начинает ослабевать. В конце апреля 1945 года он предпринял неудачную попытку передать власть марионеточному правительству и объявить о создании Чешско-Моравской республики. С 30 апреля на 1 мая 1945 года, накануне Пражского восстания, Карл Герман Франк объявляет по радио, что «утопит любое восстание в „море крови“». Однако позднее, когда новость о входе Советских войск на территорию Чехословакии достигла Праги, люди высыпали на улицы, чтобы приветствовать победителей. Франк отдал приказ очистить улицы и стрелять в каждого, кто откажется повиноваться.

## Арест, суд и казнь
9 мая 1945 года Франк был арестован частями 7-й американской армии. 7 августа 1945 года был передан чешским властям. В марте-апреле 1946 года обвинён Чехословацким чрезвычайным народным судом в смерти 4000 человек (в том числе — из деревень Лидице и Лежаки), объявлен военным преступником. 21 мая 1946 года приговорён к смертной казни через повешение. Приговор был приведён в исполнение 22 мая 1946 года на глазах у 5000 собравшихся. Похоронен в безымянной могиле в Праге.

## Личная жизнь
Карл Герман Франк был женат дважды. Первой его супругой была Анна Мюллер (Anna Müller, род. 5 января 1899 в Карлсбаде), с которой у него было двое сыновей — Харальд (Harald, род. 20 января 1926) и Герхард (Gerhard, род. 22 апреля 1931). Пара развелась 17 февраля 1940 года, а уже 14 апреля 1940 года Карл Герман Франк женился вновь. Новой женой стала врач Карола Блашек (1913—1982). У них было трое детей: дочь Эдда (Edda, род. 16 августа 1941), сын Вольф-Дитрих (Wolf-Dietrich, род. 20 августа 1942) и дочь Холле-Сигрид (Holle-Sigrid, род. 8 марта 1944). После войны Карола Блашек-Франк попала в СССР, была приговорена к десяти годам лишения свободы и находилась в трудовом лагере в Казахстане до 1956 года.

## Награды
- Шеврон старого бойца
- Медаль «В память 1 октября 1938 года» с пряжкой «Пражский замок»
- Крест военных заслуг 1-й степени с мечами
- Крест военных заслуг 2-й степени с мечами
- Золотой партийный знак НСДАП
- Медаль За выслугу лет в НСДАП в бронзе и серебре
- Кольцо «Мёртвая голова»
- Почетная шпага рейхсфюрера СС
- Орден Креста Победы большой крест (Словакия)